# Cosenza
Pour les articles homonymes, voir Cosenza (homonymie).
Cosenza (en latin Consentia, en français Cosence) est une ville italienne, qui, avec ses 66 800 habitants, est le chef-lieu de la province du même nom appartenant à la région de Calabre. L'aire urbaine a 260 000 d'habitants. 

## Géographie
La ville de Cosenza est située à 238 m d'altitude, au pied de la montagne de Sila, et est arrosée par le Crati, qui reçoit juste en amont le Busento. Ce fleuve a son débouché dans la mer Ionienne, à l'est de la Calabre, dans la plaine de Sibari.

## Histoire

### Antiquité
Selon certains historiens, la ville de Cosenza fut fondée en 356 av. J.-C. par un peuple guerrier, les Bruttiens. D'autres soutiennent la thèse de sa fondation par les Œnotriens.
Cosenza subit l'influence des Grecs et fut l'un des protagonistes des guerres puniques. Devenue colonie romaine, elle prit de l'importance au IIe siècle av. J.-C., en devenant une étape importante sur la via Popilia. 

### Moyen Âge
Selon la légende, c'est dans cette ville, et plus précisément dans le cours du Bussento qu'Alaric Ier fut enterré en 411 avec un supposé trésor.
Par la suite, elle tomba sous la domination des Byzantins, puis fit partie du royaume de Sicile dominé successivement par les Normands, les Souabes Hohenstaufen et les Angevins. Cosenza commença à décliner pendant la période de domination espagnole.
Au XIIIe siècle, Cosenza joua un important rôle politique et devint le point de référence de toute la Calabre septentrionale. Sur le chemin retour de la huitième croisade, c'est à Cosenza que, le 28 janvier 1271, après une chute de cheval et une fausse couche, mourut la reine de France Isabelle d'Aragon. Ses entrailles furent placées dans la cathédrale alors que ses os furent ramenés en France pour être inhumés dans la basilique de Saint-Denis.

### Temps modernes et époque contemporaine
Du XVe au XVIe siècle, la ville prit une importance notable du point de vue culturel : en 1511 fut fondée l'Académie cosentine, qui commença à diffuser des idées démocratiques et novatrices. Ces dernières conduisirent aux révoltes de 1813, 1829, 1837 et surtout à celle de 1844, connue pour le martyre des frères Bandiera.
La ville fut gravement endommagée à deux reprises, en 1638 par un violent tremblement de terre, et par les bombardements de la Seconde Guerre mondiale en 1943.
Aujourd'hui, c'est une ville marquée par une architecture moderne. Depuis plusieurs décennies, elle se dépeuple, surtout son centre historique, alors qu'elle avait atteint les 100 000 habitants en 1971 et en comptait encore 106 000 en 1981.

## Économie
Cosenza est le siège d'un marché de produits agricoles et d'industries diverses, agro-alimentaires, mécaniques, chimiques, et de fabrication de meubles et d'habillement.

## Monuments et patrimoine
- L’église de Saint François d'Assise aurait été fondée en 1217 par Pierre Cathin, compagnon de François d'Assise. Il y a un portail du XIIIe siècle et, à l'intérieur, une chapelle du même siècle. Le cloître a des piliers gothiques taillés en forme de prisme.

- Le pont San Francesco di Paola, pont haubané conçu en 2018 par Santiago Calatrava qui comprend un seul pylône incliné haut de 104 mètres, atteint le point le plus élevé du complexe urbain de la ville[3].

- La cathédrale de Cosenza, de style roman, fut reconstruite vers 1184. Les transformations faites en 1748, lui donnèrent un aspect baroque. À l'intérieur, la tombe de la reine de France Isabelle d'Aragon demeure conservée : en forme d'une fenêtre gothique trilobée, elle représente la Madone à l'enfant, le roi de France Philippe le Hardi et son épouse. L'ensemble est surmonté d'un trèfle à quatre feuilles. Au-dessus de l'autel baroque, on peut admirer le tableau de la Vierge du Pilerio, qui selon la croyance populaire sauva les Cosentins de la peste en 1602. Sur le visage de la Vierge, on note une tache, témoignage de sa grâce. Il s'agit  d'une peinture de goût  byzantin. À l'intérieur de la cathédrale est conservée une staurothèque, dont on dit qu'elle contient une relique de la Sainte Croix : en bois doré à l'or fin, elle est enrichie d'un filigrane et de pierres précieuses enchâssées et d'inscriptions  grecques. Elle porte, sur sa  façade nue,  une rosace gothico-circestienne.

- Le théâtre Rendano fut construit en 1887. Sa construction connut de nombreuses vicissitudes jusqu'en 1909, année de son inauguration. En 1935 on lui donna le nom de Rendano en l'honneur du compositeur Alfonso Rendano.

- Le château, érigé sur la colline du Pancrazio, fut construit en 1184 et modifié par Frédéric II, puis par les Angevins. Son plan est rectangulaire, avec une grosse tour polygonale du XIIIe siècle.

- La Bibliothèque civica est l'une des plus importantes du Mezzogiorno, avec plus de 200 000 livres et divers manuscrits des XVIe et XVIIe siècles. Une section est entièrement consacrée aux documents relatifs à l'histoire et à la culture de la Calabre[4].

- L'Académie cosentine fut fondée au XVIe siècle par le poète Paulus Parrasius (Paulo Parrasio). Elle alterna des périodes d'intense activité culturelle et des  périodes de déclin. Elle fut relancée par le philosophe Telesius (Bernardino Telesio), qui lui rendit ses splendeurs anciennes. Elle reste une des académies les plus anciennes d'Italie.

- La place du 15 mars est le principal lieu de rencontre des cosentins. C'est là que se trouvent le palais du gouvernement, le théâtre Rendano, l'Académie cosentine, la Bibliothèque municipale, le lycée Telesio. Elle est dédiée aux Martyrs cosentins de la Renaissance.

- La Sainte Patronne de Cosenza est Notre-Dame du Pilerio.

## Sport
Inauguré en 1964, le stade San Vito est le principal stade de football et celui du Cosenza Calcio.

## Administration
| Période                                  | Période         | Identité           | Étiquette        | Qualité |
| ---------------------------------------- | --------------- | ------------------ | ---------------- | ------- |
| 1993                                     | 2002            | Giacomo Mancini    | PSI              |         |
| 9 juin 2002                              | 15 juin 2006    | Eva Catizone       | DS               |         |
| 15 juin 2006                             | 30 mai 2011     | Salvatore Perugini | PD               |         |
| 30 mai 2011                              | 18 octobre 2021 | Mario Occhiuto     | PdL              |         |
| 18 octobre 2021                          | En cours        | Franz Caruso       | Parti socialiste |         |
| Les données manquantes sont à compléter. |                 |                    |                  |         |

### Hameaux
Borgo Partenope, Donnici, Sant'Ippolito

### Communes limitrophes
Aprigliano, Carolei, Casole Bruzio, Castrolibero, Dipignano, Mendicino, Paterno Calabro, Pedace, Piane Crati, Pietrafitta, Rende, Rovito, Trenta, Zumpano.

## Personnalités liées à Cosenza
- Bernardino Telesio (Cosenza 1509 - Cosenza 1588), philosophe
- Luigi Vercillo (Cosenza 4 mai 1793 - Naples 25 mai 1872), Baron de S. Vincenzo, homme politique italien
- Alfonso Rendano (1853-?), pianiste et compositeur
- Big Jim Colosimo, mafieux et fondateur de l'Outfit de Chicago (1877)
- Antonino Malara (1898-1975), militant anarchiste et antifasciste ayant résidé à Cosenza
- Francesco Leonetti (1924-2017), écrivain et poète
- Stefano Rodotà (1933), juriste
- Donato Oliverio (1956), prélat catholique italien de l'Église grecque-catholique italo-albanaise
- Tatiana Trouvé (1968), plasticienne
- Peppe Voltarelli (1969-), chanteur et acteur italien, est né à Cosenza.
- Salvatore Frega, musicien.

## Jumelage
- Kenosha (États-Unis)
- Michigan (États-Unis)
- Sault-Sainte-Marie (Ontario) (Canada)